# Ostapowo (obwód iwanowski)
Ostapowo (ros. Остапово) – wieś (dieriewnia) w Rosji, w obwodzie iwanowskim, w rejonie szujskim. W 2010 liczyła 809 mieszkańców.